# Фридрих, Валерий Леонидович
Фридрих Валерий Леонидович (род. 1 декабря 1940 года, Калужская область, Кировский район, с. Выползово) — советский и российский трудовой и государственный деятель, инженер-конструктор Воткинского машиностроительного завода (1970—1994), Глава местного самоуправления Воткинска (1994—2002), пенсионер.

## Биография
Родился 1 декабря 1940 года в селе Выползово Кировский район Калужской области.
Среднее образование получил в Сызранском нефтяном техникуме в 1955—1959 годах, а высшее — в Ленинградском электротехническом институте в 1966—1970 годах. В 1959—1962 годах проходил службу в армии.
Трудовую деятельность начал как инженер-энергетик Сызранского мебельного объединения в 1963—1966 годах, а в 1970—1994 годах работал инженером-конструктором Воткинского машиностроительного завода.
В 1994 году был избран Главой местного самоуправления Воткинска и занимал эту должность до 2002 года. Депутат Государственного Совета Удмуртской Республики I, II и III созывов.
Ныне пенсионер.
29 июля 2022 года был удостоен почётного звания «Почётный гражданин города Воткинска».

## Награды
- Грамота «Лучший конструктор министерства оборонной промышленности» (1980)
- Почётный Знак «За заслуги в развитии парламентаризма» (2 декабря 2020)
- Медаль «За жертвенные труды» (2022)[6]